# Aspilus dupeyi
Aspilus dupeyi är en skalbaggsart som beskrevs av Thierry Bourgoin 1928. Aspilus dupeyi ingår i släktet Aspilus och familjen Cetoniidae. Inga underarter finns listade.